# Pellino di Vannuccio
Pellino di Vannuccio,  est un peintre italien du style gothique international,
actif à Pérouse et en Ombrie entre 1377 et 1402.

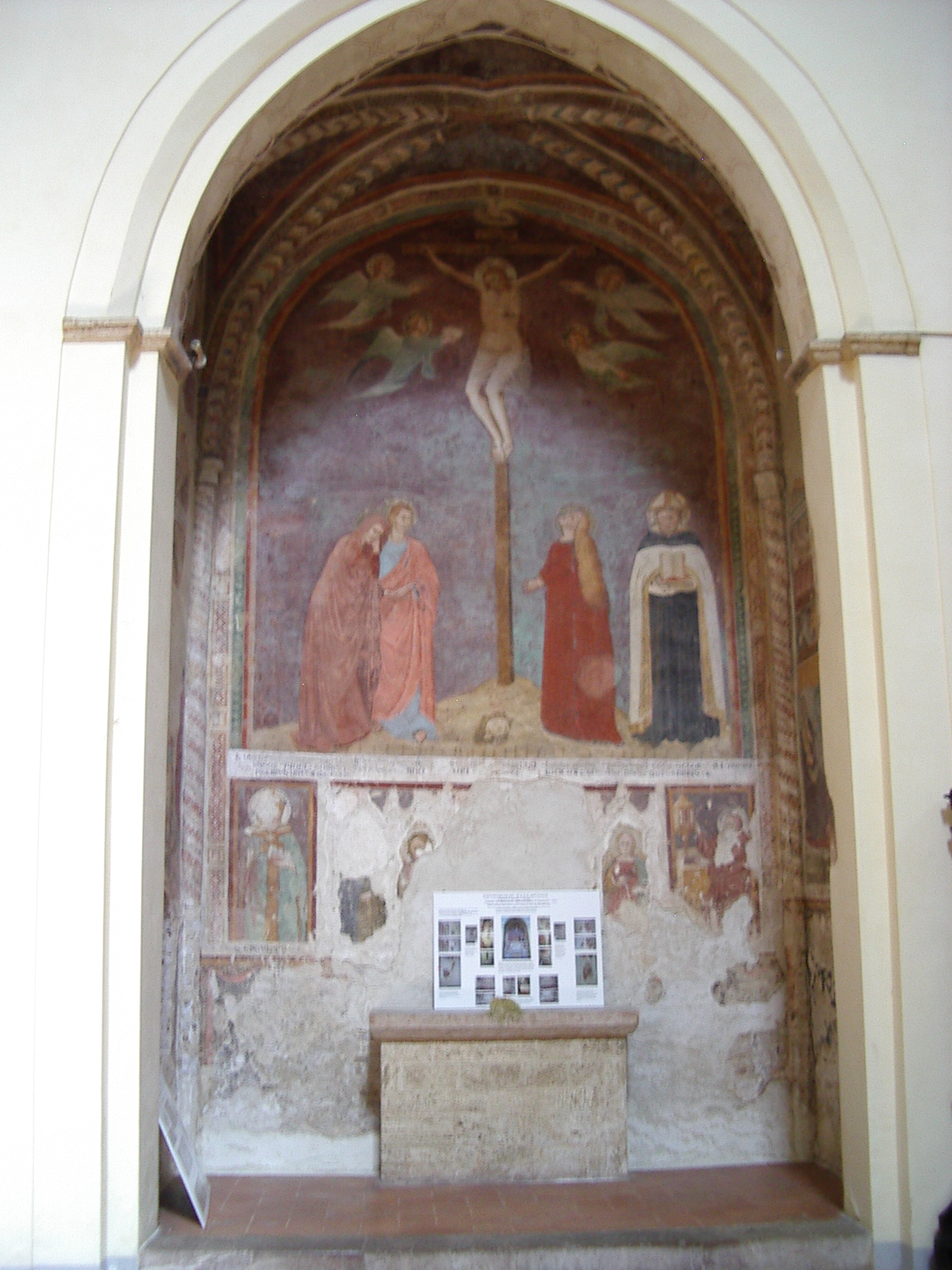
Crucifixion avec la Vierge et les saints Jean l'évangéliste et Marie-Madeleine et un saint évêque (1377), fresque, Cappella di San Bartolomeo, église Sant'Agostino de Pérouse.

## Biographie
Pellino di Vannuccio de Pérouse, du quartier Santa Suzanna, non inscrit à l'art, est camerlingue des peintres en 1402.

## Œuvres
- Crucifixion avec la Vierge et les saints Jean l'évangéliste et Marie-Madeleine et un saint évêque (1377), fresque, Cappella di San Bartolomeo, église Sant'Agostino de Pérouse.
- Nativité,

## Sources
- Voir liens externes